# Siphonaria gigas
Siphonaria gigas is een slakkensoort uit de familie van de Siphonariidae. De wetenschappelijke naam van de soort is voor het eerst geldig gepubliceerd in 1825 door George Brettingham Sowerby I.